# Новохопёрск (городское поселение)
Город Новохопёрск — муниципальное образование со статусом городского поселения в Новохопёрском районе Воронежской области России.
Административный центр — город Новохопёрск.

## История
Законом Воронежской области от 25 ноября 2011 года № 161-ОЗ, преобразованы, путём объединения:
- городское поселение — город Новохопёрск, Новохопёрское городское поселение, Алфёровское, Каменно-Садовское, Новоильменское и Русановское сельские поселения в городское поселение — город Новохопёрск.

## География
На территории поселения располагаются следующие озёра: Бабанин куст, Долгое, Песчаное, Богдань, Малое Лозовое, Грибинюково и др.

## Население
| 2010    | 2011    | 2012    | 2013    | 2014    | 2015    | 2016    |
| ------- | ------- | ------- | ------- | ------- | ------- | ------- |
| 7177    | ↘6815   | ↗17 638 | ↘17 416 | ↘17 370 | ↘17 215 | ↘17 092 |
| 2017    | 2018    | 2021    | 2025    |         |         |         |
| ↘17 016 | ↗17 026 | ↘16 498 | ↘15 614 |         |         |         |

## Населённые пункты
В состав поселения входят 18 населенных пунктов:
- город Новохопёрск
- рабочий посёлок Новохопёрский
- посёлок Большевик
- посёлок Варварино
- посёлок Глинкино
- посёлок Еланский
- посёлок Калиново
- посёлок Новоильменский
- посёлок Озерный
- посёлок Плаутино
- посёлок Половцево
- село Алфёровка
- село Каменка-Садовка
- село Русаново
- станция Половцево
- деревня Ивановка
- хутор Богдань
- хутор Замельничный